# Métaphores du baseball décrivant le sexe
 (avril 2008).
Si vous disposez d'ouvrages ou d'articles de référence ou si vous connaissez des sites web de qualité traitant du thème abordé ici, merci de compléter l'article en donnant les références utiles à sa vérifiabilité et en les liant à la section « Notes et références ».
Aux États-Unis, le jeu du baseball est utilisé comme métaphore pour décrire les activités sexuelles ou presque sexuelles (on parle d'intimité physique).

## Les quatre bases
- La première base désigne un baiser amoureux généralement avec introduction de la langue dans la bouche du partenaire (French kiss en anglais).
- La deuxième base désigne les caresses et contacts (à travers les vêtements ou non) avec les parties intimes.
- La troisième base désigne les rapports bucco-génitaux (fellation, cunnilingus, 69).
- Le home run désigne un rapport sexuel complet avec pénétration.

## Débats
Il faut cependant noter que la définition de chaque base est floue, la seule règle étant qu'elle doivent avoir des significations allant en croissant vers un rapport sexuel complet.
Pour les adolescents américains, savoir quel but correspond à une perte de la virginité est une question disputée : un sondage montre que 2 % considèrent un baiser profond comme une perte de la virginité, 15 % la masturbation, 40 % le sexe oral, 99,5 % la pénétration (les questions sont de type oui/non, ceux qui indiquent le baiser comme perte de virginité peuvent aussi indiquer les autres).